# Nasser Menassel
Nasser Menassel (n. 6 ianuarie 1983, La Tronche, Rhône-Alpes, Franța) este un fost fotbalist francez.

## Legături exerne
- Profilul lui Nasser Menassel pe romaniansoccer.ro